# Tengelfjorden
Tengelfjorden est une localité du comté de Nordland, en Norvège.

## Géographie
Administrativement, Tengelfjorden fait partie de la kommune de Hadsel.